# Portiere (sport)

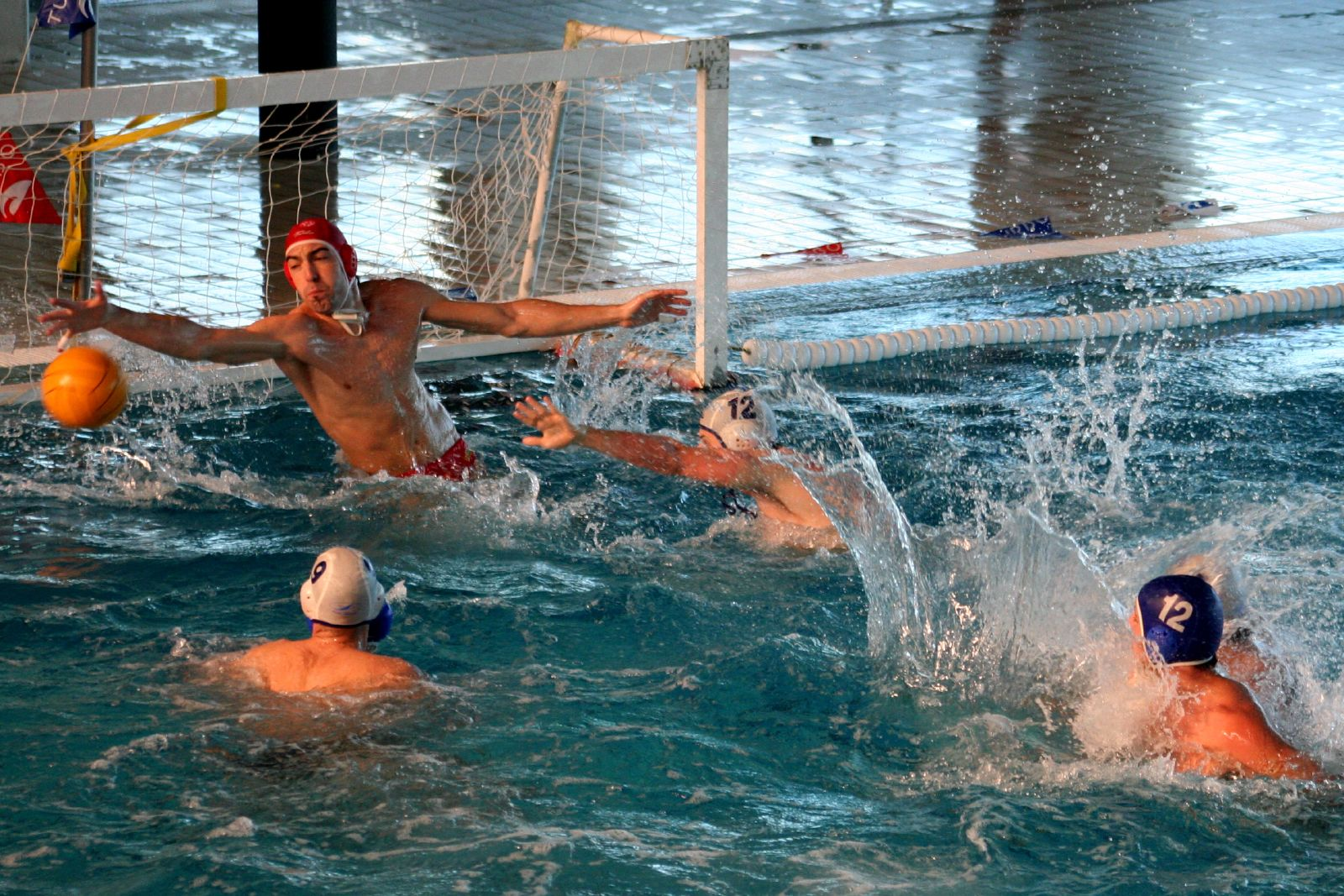
Portiere nella pallanuoto

Il portiere, in molti sport di squadra, è un giocatore definito che ha il compito di impedire direttamente che la squadra avversaria segni, difendendo la porta. L'azione del portiere di fermare la palla (o suo equivalente) è detta parare o effettuare una parata. Questa posizione esiste nel calcio, nel calcio gaelico, nella pallamano, nell'hockey, nel netball, nella pallanuoto, nel lacrosse, nel floorball e in altri sport.

## Panoramica
Solitamente per il portiere si applicano regole speciali che non valgono per gli altri giocatori. Queste regole sono istituite spesso per proteggere il portiere, essendo un ovvio bersaglio per azioni pericolose o anche violente. In più, in alcuni sport come hockey su ghiaccio, i portieri devono indossare un equipaggiamento speciale come pesanti imbottiture e una maschera facciale protettiva per proteggere il loro corpo dall'impatto con la palla da gioco (in questo caso il disco).

## Esempi

### Calcio

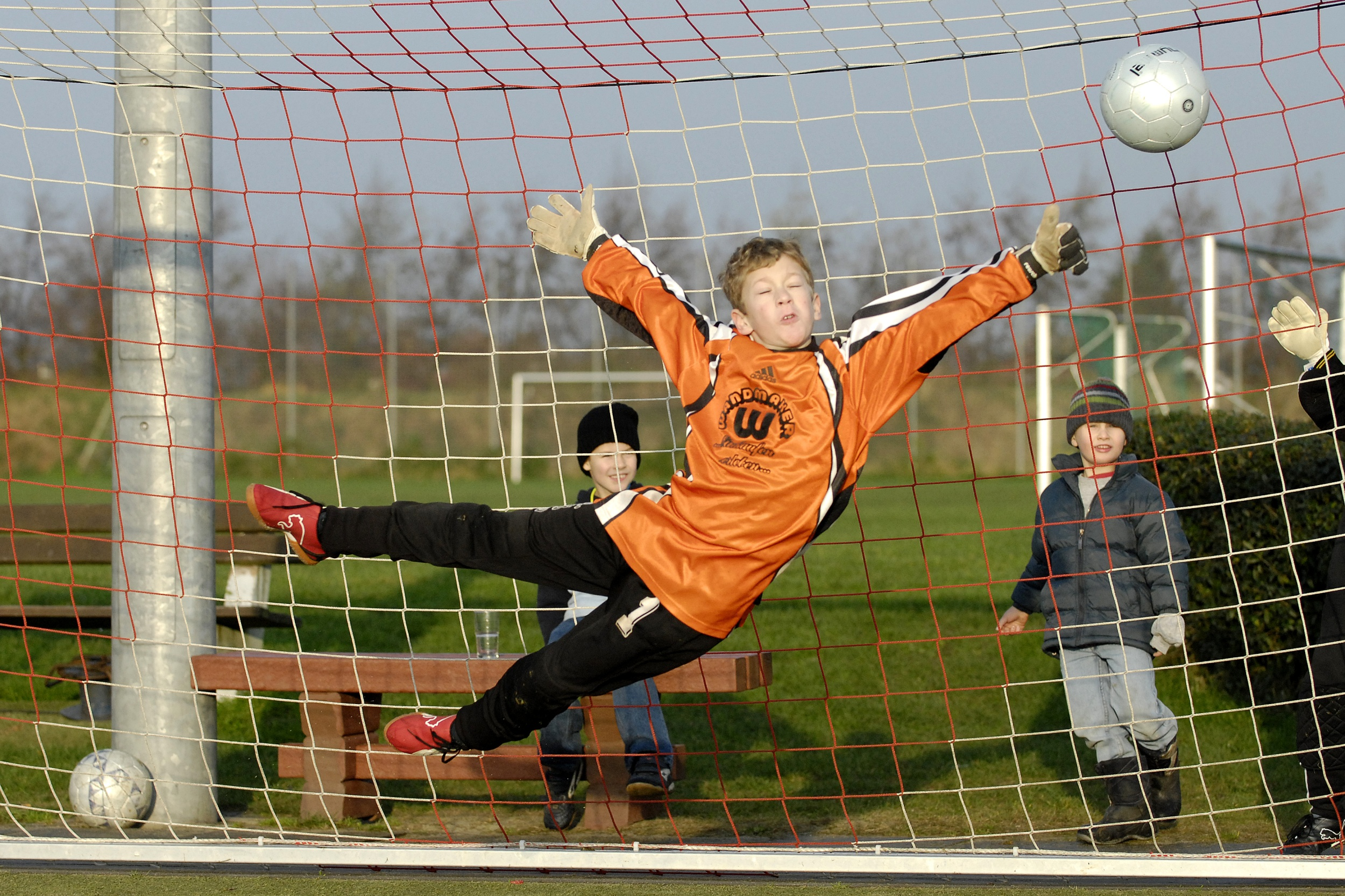
Giovane portiere di calcio

Nel calcio, il portiere di ogni squadra difende la porta della propria squadra e ha privilegi speciali in questo gioco. Il compito principale del portiere è di fermare la palla prima che entri dentro la porta.
Il portiere è l'unico giocatore che può usare le sue mani per toccare il pallone (sebbene solo dentro l'area di rigore). Deve inoltre indossare un completo con colori molto differenti da quelli della sua o dell'altra squadra per evitare che l'arbitro possa fare confusione. I portieri indossano spesso guanti come protezione e per avere una miglior presa sulla palla.
Poiché il portiere di solito è l'unico giocatore della squadra che può vedere l'intero campo, spesso agisce anche come organizzatore della squadra quando essa è in fase difensiva.
Nella storia del calcio il portiere goleador è Rogério Ceni avendo lui segnato ben 129 reti, record assoluto per un giocatore di questo ruolo.
Secondo una classifica dell'IFFHS (International Federation of Football History and Statistics) Lev Ivanovič Jašin viene considerato il miglior portiere del XX secolo ed è inoltre l'unico portiere ad aver vinto il Pallone d'oro (1963), celebre premio assegnato al miglior calciatore dell'anno.
Nel 1994, in suo onore, la FIFA istituì il Premio Yashin da destinare al miglior portiere in ogni edizione del Campionato mondiale di calcio.

### Calcio a 5

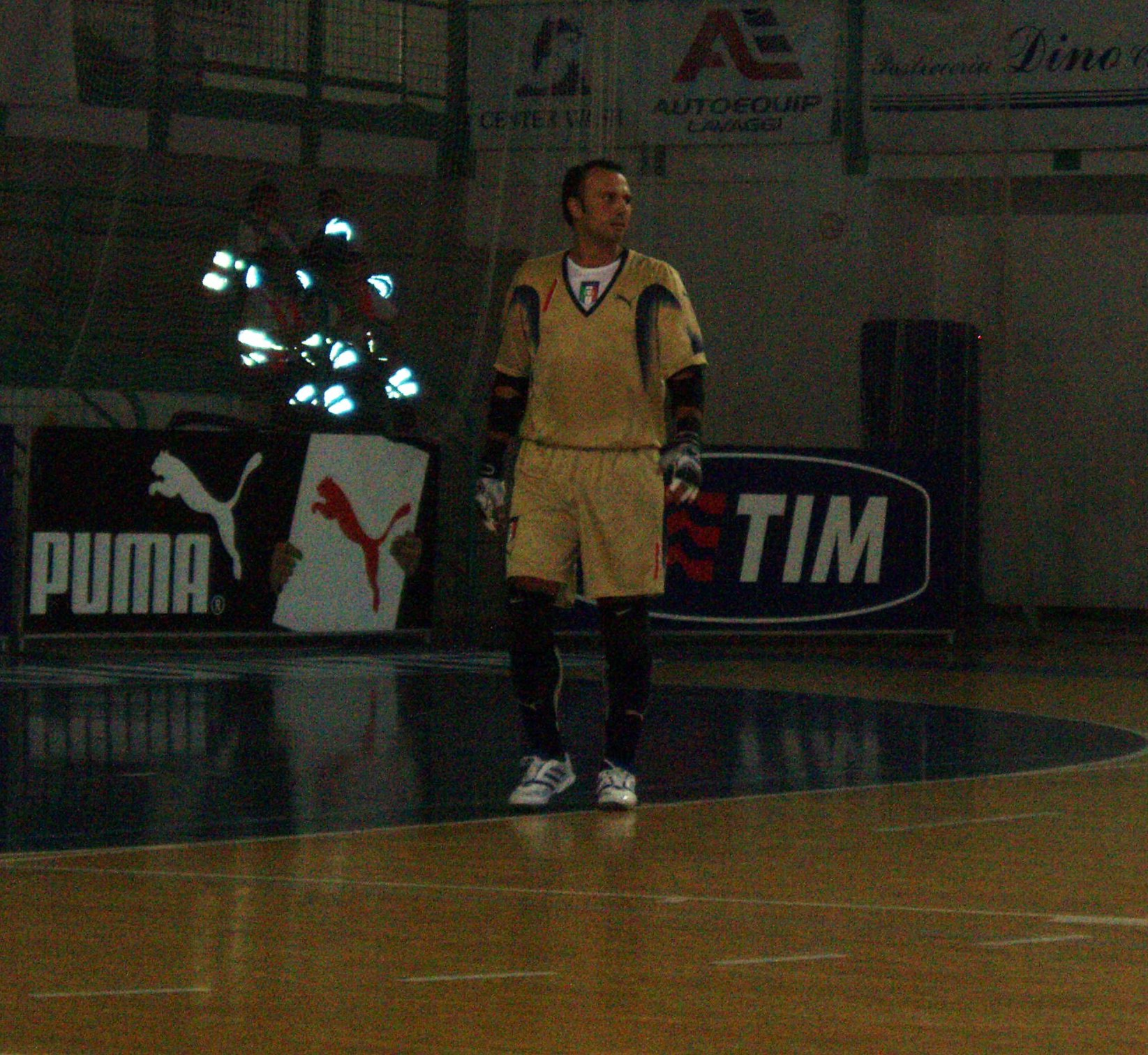
Caio Farina, portiere della nazionale italiana, durante Italia-Serbia a San Lazzaro di Savena il 17 ottobre 2007

Analogamente al calcio e alla pallamano (in cui le dimensioni della porta sono identiche al calcio a 5), il portiere di ogni squadra difende la porta della propria squadra e ha privilegi speciali in questo gioco. Il compito principale del portiere è di fermare la palla prima che entri dentro la porta.
Il portiere è l'unico giocatore che può usare le sue mani per toccare il pallone dentro l'area di porta. Deve inoltre indossare un completo con colori differenti sia da quelli della sua squadra, sia da quelli degli avversari e dell'arbitro. I portieri indossano spesso guanti per avere una miglior presa sulla palla, ma a differenza del calcio dove praticamente tutti i portieri giocano con i guanti, nel calcio a 5 dove c'è un diverso approccio alla parata, si è sviluppato l'utilizzo di guanti "tagliati" (privi della parte superiore delle appentici per le dita) mentre diversi portieri giocano senza guanti.
Poiché il portiere di solito è l'unico giocatore della squadra che può vedere l'intero campo, spesso agisce anche come organizzatore della squadra quando essa è in fase difensiva, mentre in fase offensiva non è raro trovare portieri dalla buona capacità tecnica che avanzano il loro raggio d'azione per creare situazioni di superiorità numerica: cinque giocatori di movimento contro i quattro avversari, costretti a far giocare il portiere tra i pali per difendere la porta, tra questi ultimi si segnala il portiere della nazionale italiana Alexander Feller.

### Calcio gaelico
Nel calcio gaelico, il compito principale dei portieri è di impedire che venga segnata una rete dalla loro parte difendendo la loro porta. C'è un gol quando la palla passa attraverso la porta: la squadra attaccante è premiata con 3 punti. Il portiere è l'unico giocatore che può controllare la palla a terra e solo all'interno del rettangolo piccolo.

### Floorball
Nel floorball, il portiere difende la porta della sua squadra e ha privilegi speciali all'interno del gioco. È l'unico giocatore che può usare le mani per passare e toccare la palla. I portieri non hanno i bastoni e si muovono in ginocchio nell'area di porta, cercando di parare i tiri in porta. Quando il portiere ha il possesso della palla, ha 3 secondi per rimetterla in gioco. Non può controllare la palla al di fuori della sua area, tranne quando la calcia. I portieri sono una parte essenziale delle giocate iniziali, in quanto possono lanciare la palla per una rapida occasione offensiva. Durante il lancio, la palla deve toccare il lato del portiere prima di attraversare la linea centrale. I portieri sono importanti anche nell'organizzazione delle partite della propria squadra, perché vedono meglio l'intero campo. Qualsiasi contatto con il portiere (taglio, interferenza, ecc.) comporterà un tiro di punizione o una penalità di 2 minuti per gli avversari. Come nell'hockey su ghiaccio, il portiere può essere sostituito con un attaccante in più, se si verifica una penalità ritardata o se la sua squadra ha bisogno di un gol per pareggiare la partita nei momenti finali della partita. Nelle partite di floorball, vengono spesso segnati più goal rispetto, ad esempio, all'hockey su ghiaccio, a causa del ritmo estremamente rapido del gioco e dei tiri veloci.
L'unico equipaggiamento obbligatorio per i portieri consiste in casco, maglia, pantaloni e scarpe da portiere. La maggior parte dei portieri indossa anche i guanti. Possono anche indossare facoltativamente altri dispositivi di protezione, come ginocchiere, gomitiere, parastinchi e protezioni per il busto. 

### Hockey su ghiaccio

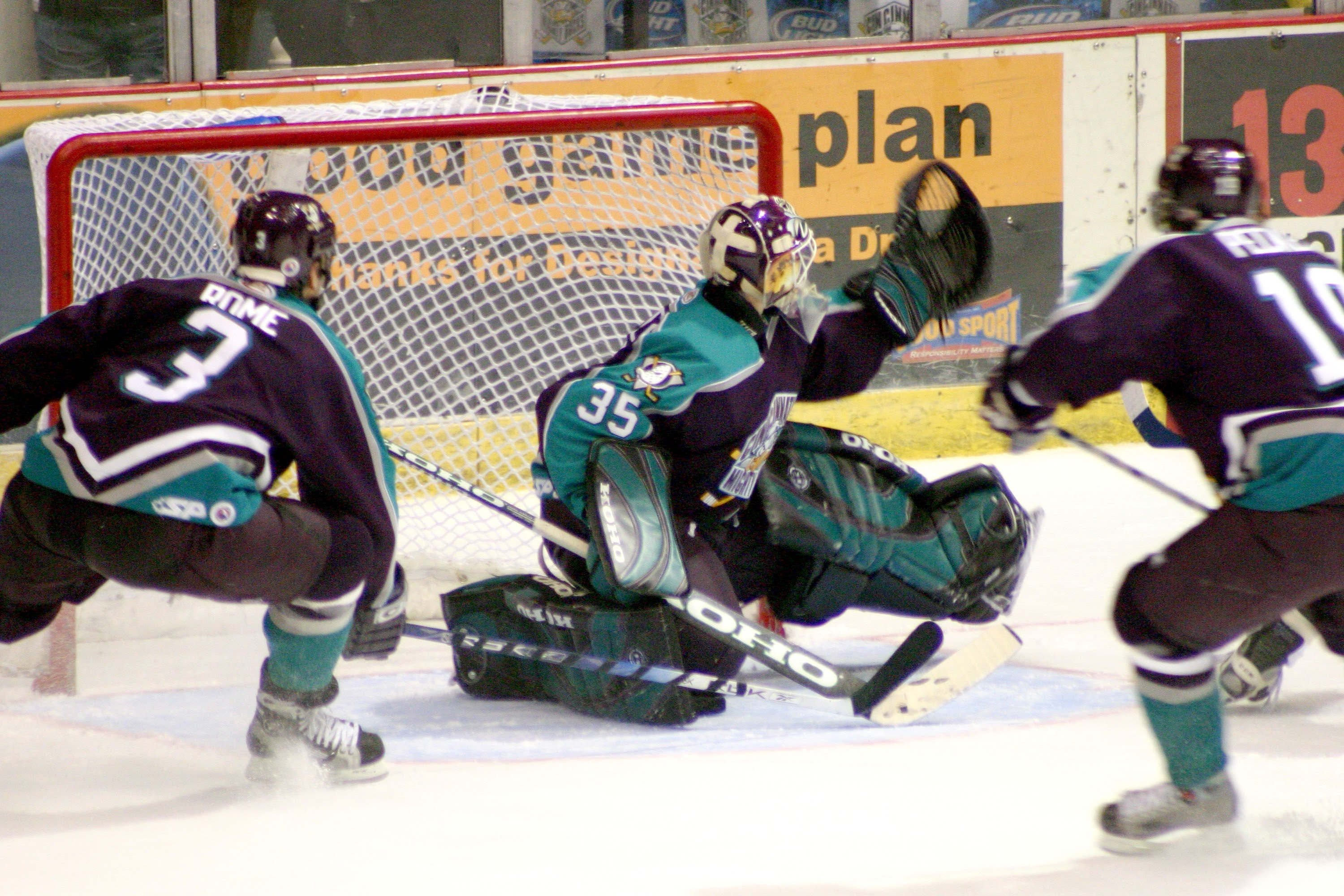
Il portiere dell'hockey su ghiaccio

Il portiere (in inglese chiamato goaltender in questo sport, ma anche goalie o netminder) nell'hockey su ghiaccio è il giocatore che difende la porta della sua squadra fermando i tiri del disco (palèo) che stanno per entrare in rete, impedendo così alla squadra avversaria di segnare. Il portiere di solito gioca dentro o vicino all'area di fronte alla rete (chiamata in inglese goal crease, spesso nominata solo  the crease). A causa della potenza e della frequenza dei tiri, il portiere indossa un completo speciale progettato per proteggere il corpo dall'impatto diretto. Non più di un giocatore in ogni squadra di hockey fa il portiere durante una partita.

### Hockey su prato
Nell'hockey su prato, il portiere solitamente usa una grande divisa protettiva composta da casco, para-faccia e para-collo, imbottitura al petto e alle gambe, guanti, cuscinetti sugli stinchi e imbottiture per le scarpe. Solo il casco è obbligatorio così come lo è indossare una maglietta di colore diverso da quella degli altri giocatori. È inoltre equipaggiato di un bastone; o uno specifico per i portieri o uno usato per il gioco normale. Al portiere è concesso usare qualsiasi parte del suo corpo per deviare la palla, nonostante non possano coprirla (ad esempio mettendosi sopra di essa), e questo gli è concesso solamente all'interno del cerchio di porta (anche noto come "D").

### Hurling
Nell'hurling, l'incarico principale del portiere è di evitare che venga segnata una rete nel proprio lato di campo difendendo la sua porta. C'è una rete quando la palla passa attraverso la porta: la squadra attaccante è premiata con 3 punti. Il portiere non ha regole speciali che lo riguardano, sebbene indossi comunque una divisa di un colore diverso.

### International rules football
Nell'International rules football, un gioco ibrido tra il football australiano (che non prevede un portiere) e il calcio gaelico, il compito principale del portiere è evitare che sia segnata un gol. C'è un gol quando la palla, lanciata da qualsiasi parte da un giocatore che attacca, passa attraverso la porta: alla squadra attaccante vengono assegnati 6 punti.

### Lacrosse
Nel lacrosse maschile, una volta che un portiere fa un salvataggio e ha il controllo della palla nel suo cross (mazza), egli può rimanere in possesso della palla solamente all'interno dell'area protettiva per 4 secondi (la durata può dipendere dal livello di gioco). Prima che i 4 secondi scadano il portiere deve o passare la palla o lasciare l'area. Dopo averla abbandonata non può rientrare nell'area con la palla ancora in suo possesso.
Quando è dentro l'area (nove piedi di diametro), i giocatori che attaccano non possono toccare il portiere o la sua mazza: facendolo infatti sarebbe dichiarata un'"interferenza con il portiere" e sarebbero penalizzati da un free clear alla linea di metà campo. C'è una differenza profonda tra le regole NCAA/MLL e le regole internazionali che riguardano un passaggio mentre il portiere è dentro l'area: secondo le regole NCAA/MLL il contatto con la mazza del portiere nell'atto di passare (anche quando la palla viene rilasciata) è proibito ed è considerato un'interferenza. Secondo il regolamento internazionale la protezione finisce quando termina il possesso. Pertanto, il contatto con la mazza di un portiere dopo che la palla viene rilasciata è legale. In più, al portiere è concesso di toccare la palla con la mano, nonostante non possa comunque controllarla o raccoglierla.
Nel lacrosse femminile, quando un portiere fa un salvataggio e ha il controllo della palla nel suo crosse, ella può rimanere in possesso della palla dentro l'area per 10 secondi. La regola dell'interferenza è simile a quella del lacrosse maschile, ma a differenza di questo, il portiere può controllare od anche raccogliere la palla con la mano.
Sia nel lacrosse maschile che in quello femminile, i portieri devono indossare un casco con un nastro per il mento, una protezione per la gola, guanti, e una protezione per il petto. L'utilizzo di una conchiglia protettiva è, per ovvie ragioni, necessario nel gioco maschile; protezioni sulle gambe e parastinchi sono stati anch'essi resi necessari per i portieri donna dal 2007. Molti portieri scelgono di indossare protezioni ulteriori come gomitiere e protezioni per le spalle, protezioni per le cosce e parastinchi e pantaloni lunghi.
Stranamente, nelle competizioni internazionali, i portieri americani e quelli canadesi sembrano vestire solamente un completo protettivo minimo, mentre i portieri europei si "infagottano". I portieri asiatici e australiani tendono a dividere questa differenza. Il canadese Chris Sanderson, portiere titolare per il team canadese nei Campionati mondiali nel 1998 e nel 2002, in modo umoristico, gioca con un bersaglio disegnato sulla sua protezione sul petto.

### Netball
Il portiere di netball è uno dei due giocatori a cui è permesso di rimanere all'interno del proprio terzo difensivo, e il suo campo d'azione è limitato al terzo difensivo del campo.

### Pallamano

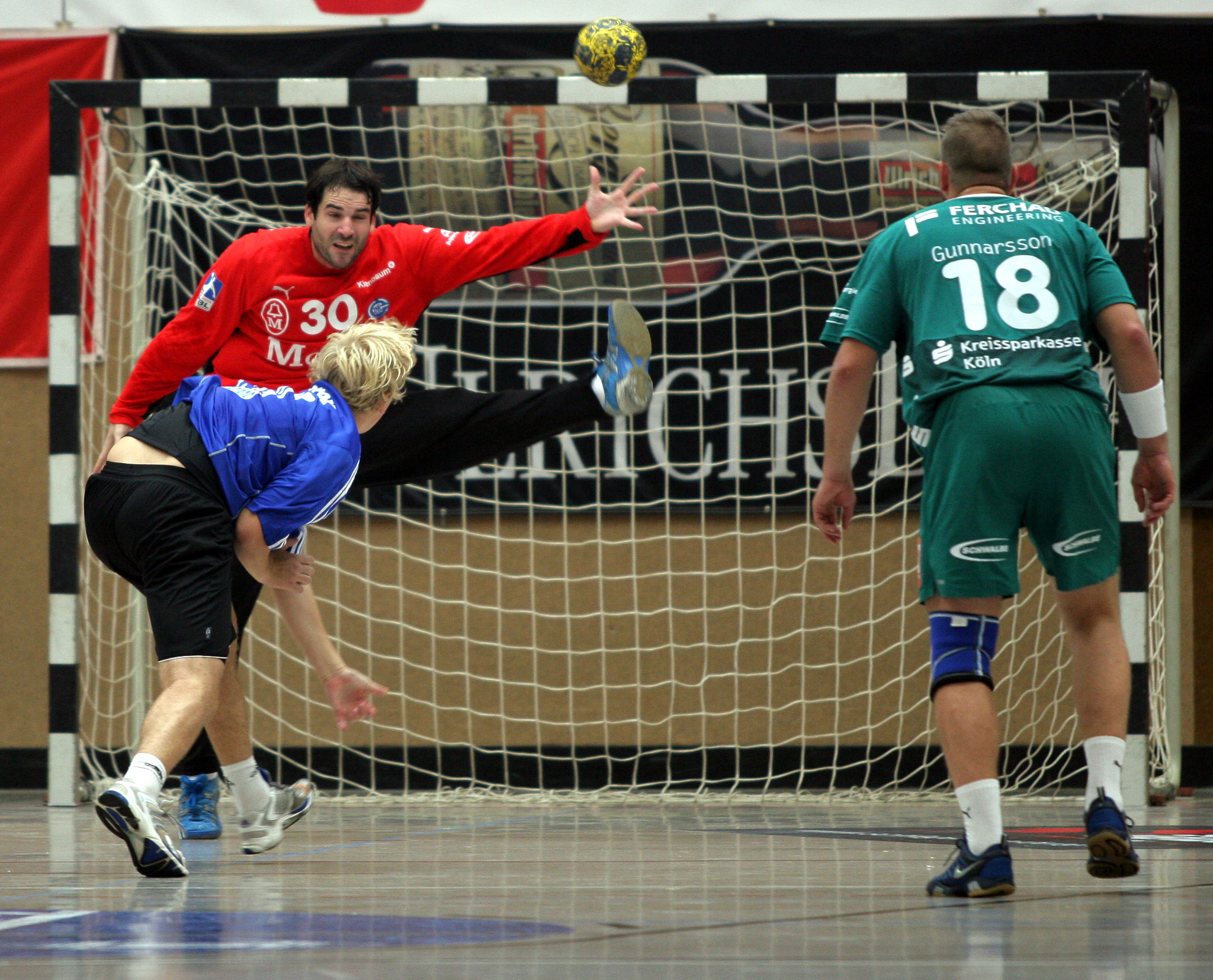
Il portiere francese Yohann Ploquin in azione

#### Ruolo
Il portiere ha il ruolo principale in questo sport poiché, oltre che essere l'ultimo dei difensori, dovendo difendere la porta, è anche il primo degli attaccanti, dovendo velocemente lanciare la palla ai suoi compagni sia in caso di gol subito o no.

#### Tecniche
Il portiere della pallamano utilizza tecniche diverse da quelle del portiere di calcetto. Infatti mentre quest'ultimo si tuffa per parare il tiro il portiere di pallamano si interpone tra il tiratore e la porta in modo da chiudere l'angolo di tiro all'attaccante. Di regola non si lancia quindi verso la palla ma copre la porta con movimenti rapidi delle braccia e delle gambe.
Vi sono poi tecniche particolari come la cosiddetta "pelle d'orso" con la quale il portiere si lancia verso l'attaccante in maniera improvvisa aprendo al massimo le braccia e le gambe, chiudendogli lo specchio di tiro. Questa tecnica è utilizzata in genere per tiri molto ravvicinati.

### Pallanuoto
Ai portieri nella pallanuoto sono concessi tre privilegi speciali quando ci si trova dentro l'area dei cinque metri:
- La possibilità di toccare la palla con due mani.
- La possibilità di colpire la palla col pugno chiuso.
- La possibilità di spingersi sul fondo della piscina.

D'altra parte, hanno una limitazione che gli altri giocatori sul campo non hanno: non possono varcare la linea di metà campo.
I portieri nella pallanuoto a differenza degli altri giocatori indossano sempre una calotta rossa, sia in casa sia in trasferta, varia però il colore del numero, che coincide con quello della propria squadra.